# Alfa Romeo Giulia (1962)
Pour les articles homonymes, voir Alfa Romeo Giulia.
L'Alfa Romeo Giulia est une berline commercialisée par le constructeur automobile italien Alfa Romeo, de 1962 à 1977.
Alfa Romeo fut le premier fabricant à mettre un moteur puissant dans un véhicule de production courante. La Giulia pesait environ 1 000 kg. Elle était équipée d'un moteur 1,6 litre développant 75 kW avec une transmission manuelle à cinq rapports. Sa vitesse maximale était de 170 km/h, ce qui était une vraie référence au début des années 1960 et cette voiture est restée une des plus rapides et sûres jusqu'à la fin des années 1970. Elle atteignait les 100 km/h départ arrêté en environ 12 s.
Son style était très simple mais très détaillé. Le capot moteur, l'habitacle et le coffre étaient carrés tous les trois. Cependant, la calandre scudetto, les lignes du toit et les détails du capot et du coffre unifiaient le design. Cette voiture disposait surtout d'un coefficient de pénétration dans l'air (Cx) particulièrement bas, bien inférieur par exemple à celui d'une Porsche 911 de la même époque. Le Centre Style Alfa Romeo disait que son design avait été taillé par le vent, en référence du fait que pour la première fois le dessin de la carrosserie d'une automobile avait été testé en soufflerie.

## Histoire
L'Alfa Romeo Giulia a été créée pour assurer le remplacement de l'Alfa Romeo Giulietta, la Giulia reprenait d'ailleurs le même schéma mécanique mais sur une base technique entièrement nouvelle.
Le moteur à quatre cylindres était dérivé d'un moteur Alfa Romeo Aviation, avec une  distribution mécanique à deux arbres à cames en tête et un corps entièrement en aluminium. Par rapport à son aînée, outre l'évolution notable de la cylindrée passée de 1 290  à   1 570 cm3, elle inaugurait une révolution dans la conception des soupapes qui étaient refroidies au sodium.
Les suspensions avant disposaient de deux quadrilatères superposés, tandis que l'essieu arrière restait fidèle au pont rigide mais avec des points d'ancrage particulièrement étudiés pour les ressorts hélicoïdaux et les amortisseurs. La propulsion était assurée sur l'essieu arrière, la transmission mécanique était manuelle à cinq rapports, ce qui était très rare à l'époque, tandis que les freins étaient à tambour, les roues avant avec trois patins, très vite remplacés par un système à disques avec double circuit de sécurité.
Si la mécanique se situait à l'avant-garde, la carrosserie disposait d'une conception ultra moderne dans sa définition avec une déformation différentielle, prévoyant déjà la cellule de l'habitacle indéformable, avec une ligne générale très moderne et aérodynamique (Cx de seulement 0,34).
La très grande qualité de cette automobile a été démontrée par une revue spécialisée en 1965 – Quattroruote – lors d'un essai complet de la nouvelle Alfa Romeo Giulia comparée à douze modèles concurrents de même catégorie. La Giulia en sortit avec éloge pour sa vitesse maximale sur route de 177,154 km/h alors que toutes les autres voitures se situaient entre 132 et 165 km/h.
Un essai d'endurance lui permit de démontrer sa grande robustesse, 200 000 km à 150 km/h sur circuit.
Selon le programme fixé par la direction du constructeur milanais, la nouvelle voiture aurait dû être lancée concomitamment à l'inauguration de la nouvelle usine de Arese, mais le modèle fut prêt plus tôt que prévu et l'usine d'Arese dut être agrandie pour faire face au succès commercial de la Giulia. Pendant les deux premières années de production, les carrosseries et l'assemblage étaient assurés dans les premiers ateliers de l'usine d'Arese et les bases mécaniques venaient de l'usine de Portello, distantes de seulement 15 km l'une de l'autre.
La première voiture qui sera intégralement construite à Arese sera l'Alfa Romeo Giulia GT en 1963.

### Arrêt et succession
L'Alfa Romeo Giulia est la remplaçante de la berline 159, dont la production a été arrêtée à l'automne 2011. L'Alfa Romeo Giulia est dévoilée le 24 juin 2015 à l'occasion du 105e anniversaire de la marque, à l'usine d'Arese où se trouve le musée Alfa Romeo, en version sportive Quadrifoglio Verde.

## 1resérie(1962 - 1972)

### Giulia 1600
La Giulia a été dévoilée à l'Autodrome de Monza le 27 juin 1962 dans sa version TI, acronyme de Turismo Internazionale.
Grâce à une cylindrée de 1 570 cm3 et à l'alimentation avec un carburateur double corps vertical, le moteur développait une puissance de 92 ch DIN soit 67 kW.
La boîte de vitesses manuelle à cinq rapports avec levier au volant sur la première série, permettait une conduite très sportive.

#### Giulia Ti Super
En 1963, la version « Ti Super » est lancée. Cette voiture visait l'homologation dans la catégorie voitures de tourisme.
Par rapport à la Ti, la Ti Super disposait d'une carrosserie allégée avec le coffre et les portières en aluminium, lunette arrière et vitres des portes arrière remplacées par du plexiglas, de nombreux éléments de carrosserie allégés et les équipements intérieurs simplifiés, un moteur porté à 112 ch grâce à l'alimentation par deux carburateurs double corps Weber de 45 mm, soupapes de plus gros diamètre, arbres à cames retravaillé et quatre freins à disques, jantes en alliage Campagnolo et le levier de vitesse déplacé au plancher. De plus, en option, Alfa Romeo proposait un radiateur d'huile, un différentiel auto-bloquant et des rapports au pont différentiés. Elle remporta le championnat d'Allemagne des voitures de tourisme 1963 avec Hans Braun pour le groupe 1,6 L.
Extérieurement, la Ti Super était reconnaissable par ses « quadrifogli » adhésifs sur les côtés et par le remplacement des feux de route par des prises d'air circulaires.
Lors de ses participations aux courses, la Giulia remporta de nombreuses de victoires ce qui renforça la nature sportive de la berline et permit à Alfa Romeo de brandir le slogan : « Alfa Romeo Giulia, la berline qui gagne les courses ».
Cette auto fut préparée par l'usine, avec 170 cv (Autodelta) et gagna de nombreuses courses ; elle était confrontée alors à la Ford Cortina Lotus de même puissance. La seule autre opposition venait de la BMW 1800 TI SA.

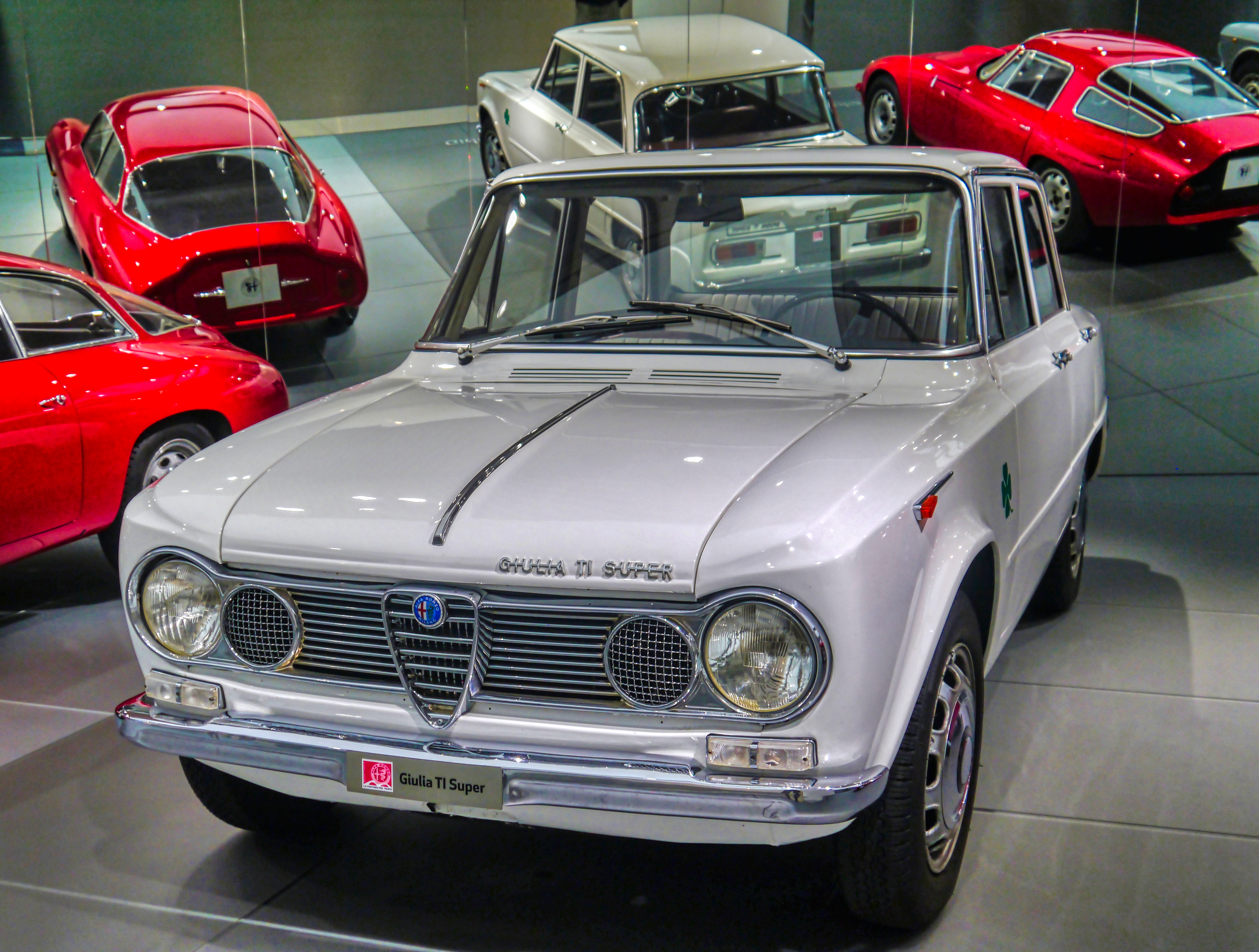
Giulia Ti Super conservée au Musée historique Alfa Romeo.
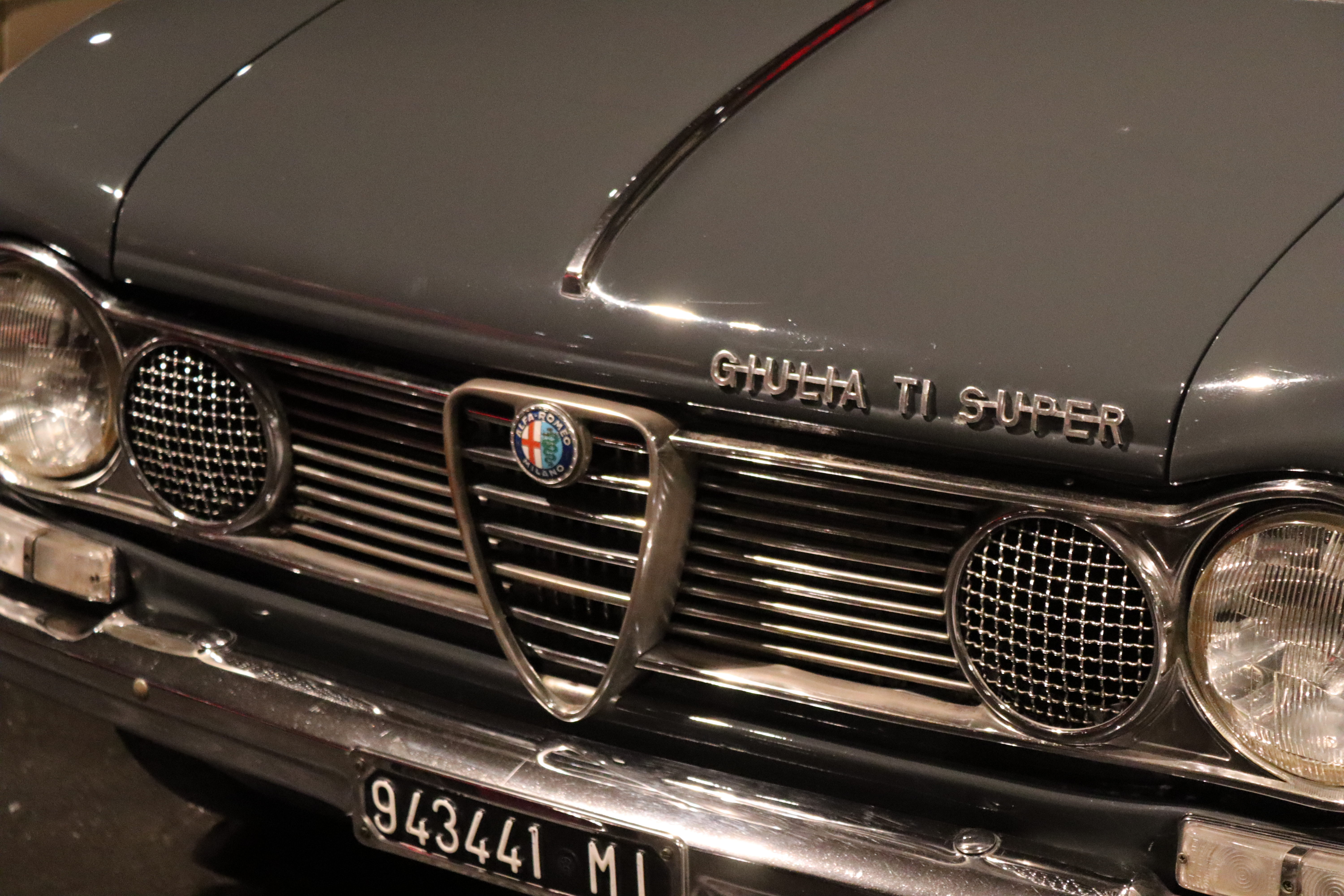
Calandre de la Giulia Ti Super.
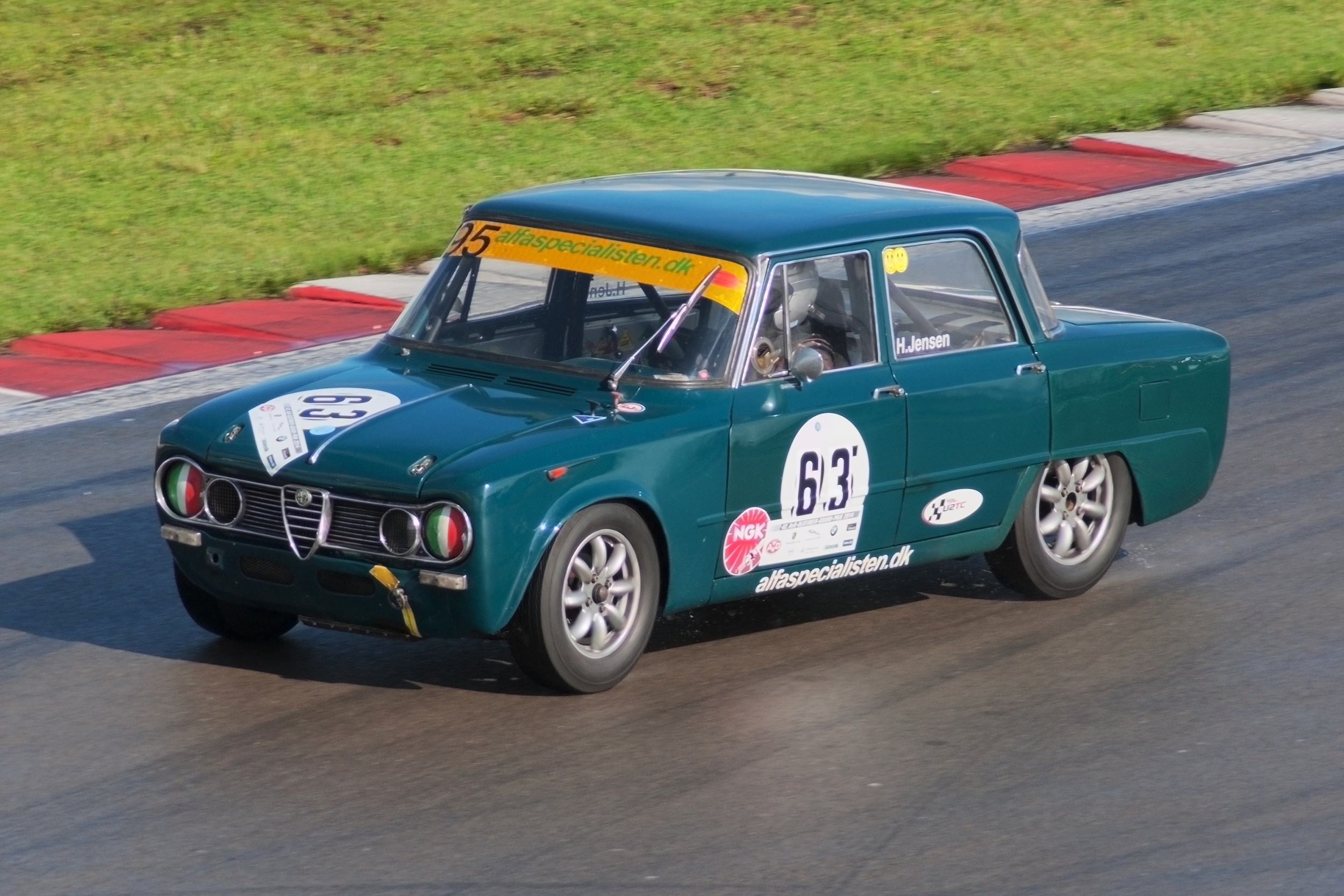
Alfa Romeo Giulia Ti Super en compétition.

En 1964, alors que la Ti Super avait été fabriquée à 501 exemplaires, le nombre nécessaire pour l'homologation, Alfa Romeo transforma la Ti en lui ajoutant : quatre freins à disques, les sièges avant séparés et le levier de vitesse au plancher.

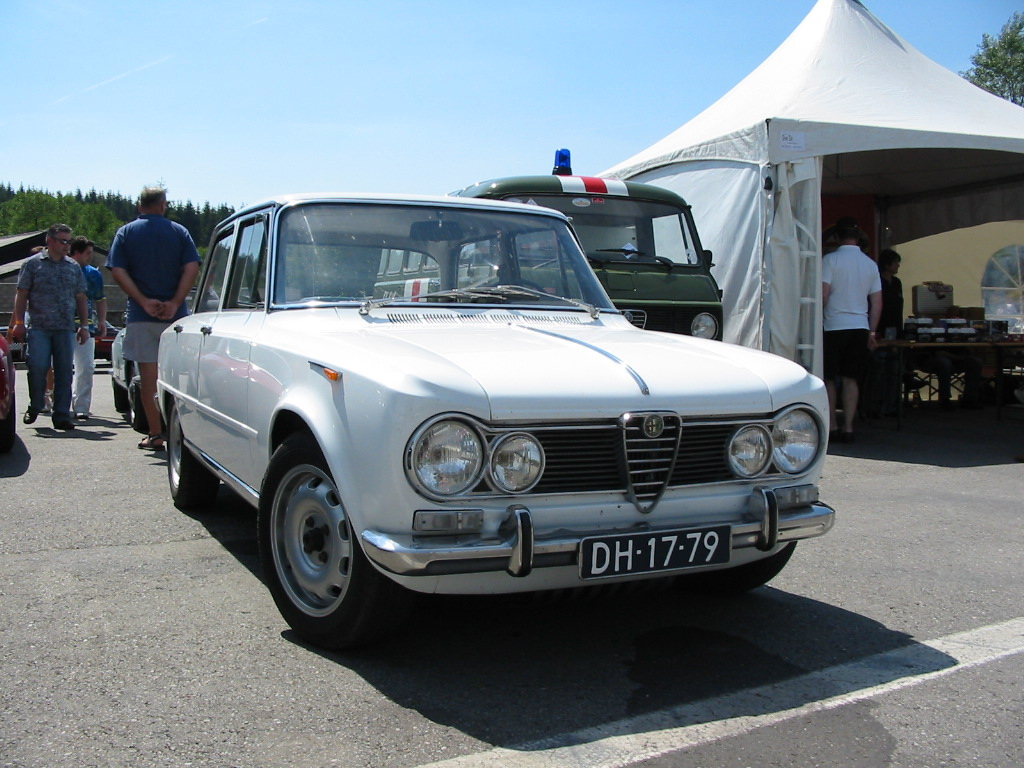
Alfa Romeo Giulia Super (1965-67).

En 1965, la 1600 TI sera épaulée par la Giulia Super qui dispose de finitions plus soignées, comme le tableau de bord avec de nombreux inserts en vrai bois, une instrumentation à cadrans circulaires, des sièges redessinés et plus enveloppants, un profilé en bas de caisse chromé, et un moteur développant 98 ch.
En 1967, la 1600 Ti sera remplacée par la 1600 S.
En 1969, la Super verra la puissance du moteur portée à 102 ch.

### Giulia 1300

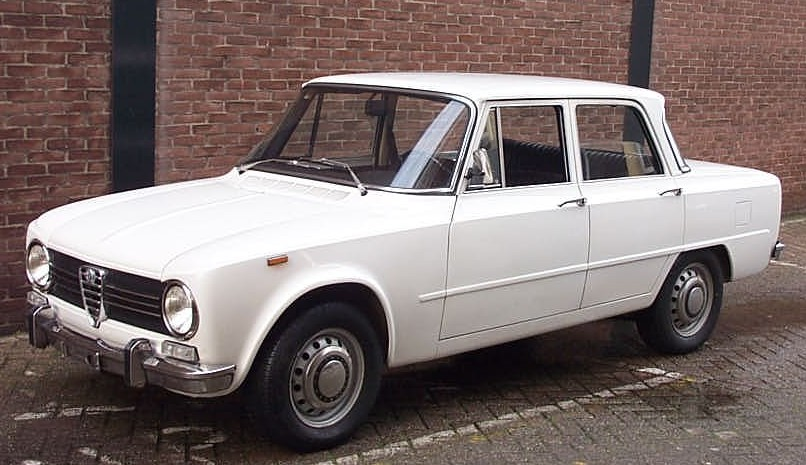
Giulia 1300 Super (1970).

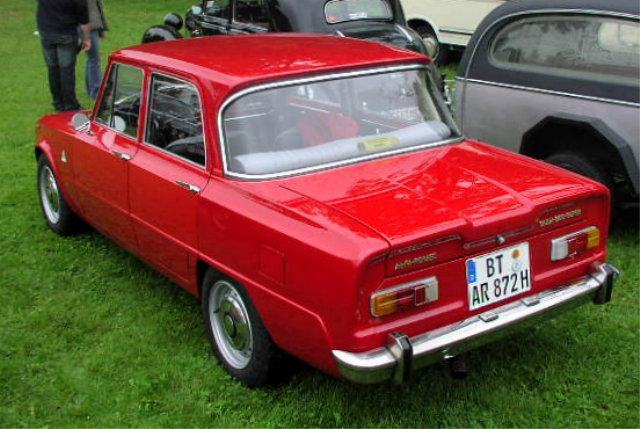
Arrière Giulia Nuova 1300.

En 1964, Alfa Romeo lance un modèle d'entrée de gamme, la Giulia 1300, avec un moteur de 1 290 cm3 monocarburateur et développant 78 ch, une boîte à quatre vitesses, deux phares seulement au lieu des quatre comme la 1600, une finition intérieure plus simple.
En 1965, la version 1300 TI est présentée, avec le moteur 1 290 cm3 et une puissance portée à 82 ch, une boîte à cinq vitesses, un servofrein, et des finitions semblables au modèle 1600 mais avec toujours deux phares seulement à l'avant.
En 1970 apparaît la Giulia 1300 Super. Dotée du même niveau d'équipements que la 1600, elle bénéficiait également d'un moteur de 89 ch avec double carburateur et d'une boîte cinq vitesses. La Giulia 1300 Super a été produite de 1970 à 1973 à 85200 exemplaires.
À partir de 1971, la version 1300 de base n'est plus disponible.

## 2esérie(1972 - 1977)

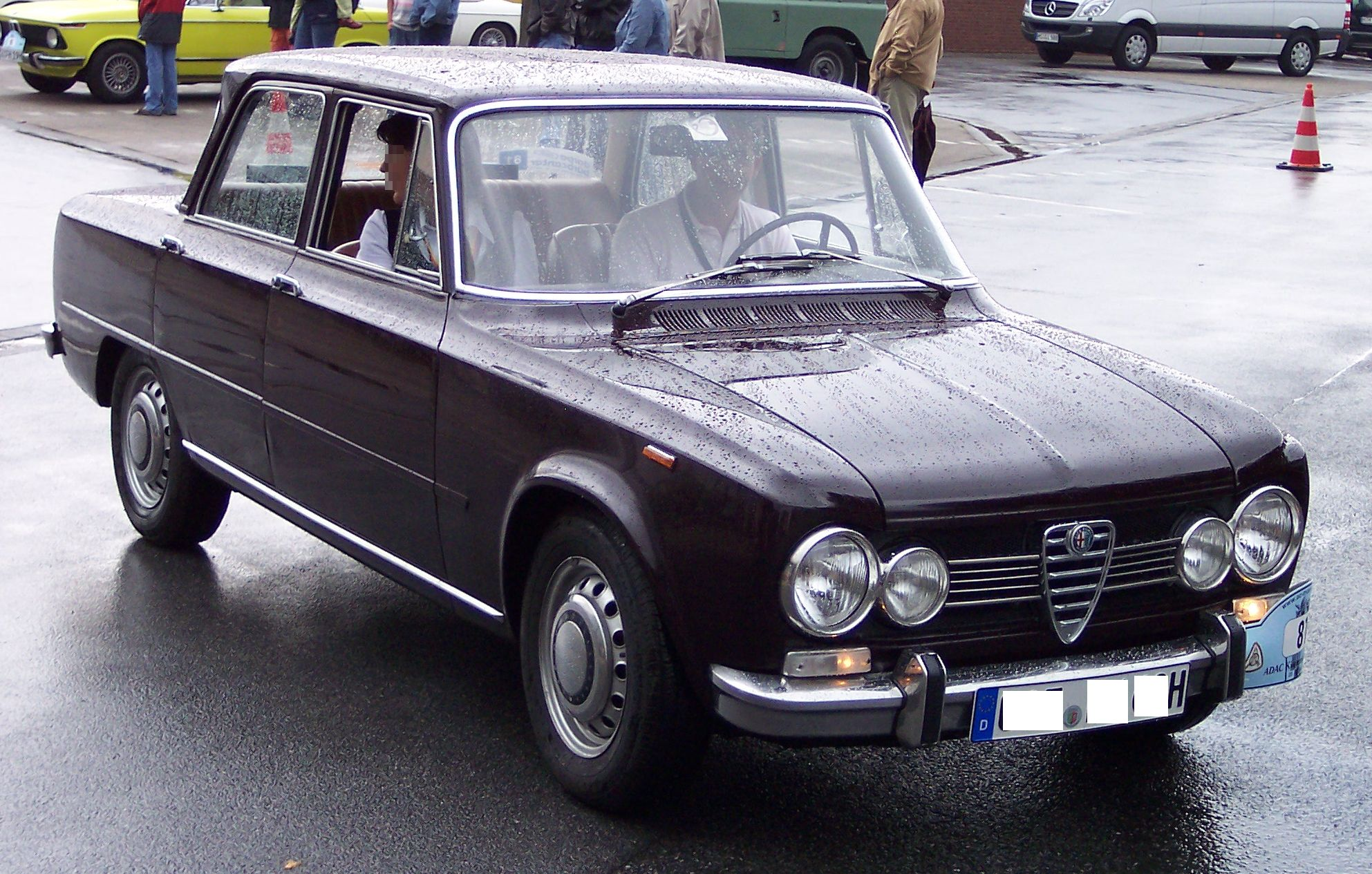
Giulia 1300 TI.

### Giulia Super «unifiée»
En 1972, à l'occasion du premier très léger restylage, la gamme est simplifiée à seulement deux modèles.
Les modifications esthétiques ne concernent que la calandre, noire avec des barres chromées, l'élimination du profil chromé autour des feux arrière et les jantes. À l'intérieur, le niveau de finition Super est maintenu avec des améliorations comme la console centrale revêtue de bois précieux. La Giulia Super est désormais disponible dans les versions 1.3 1 290 cm3 de 89 ch et 1.6 de 1 570 cm3 et 102 ch, parfaitement identiques.

### Giulia Nuova Super

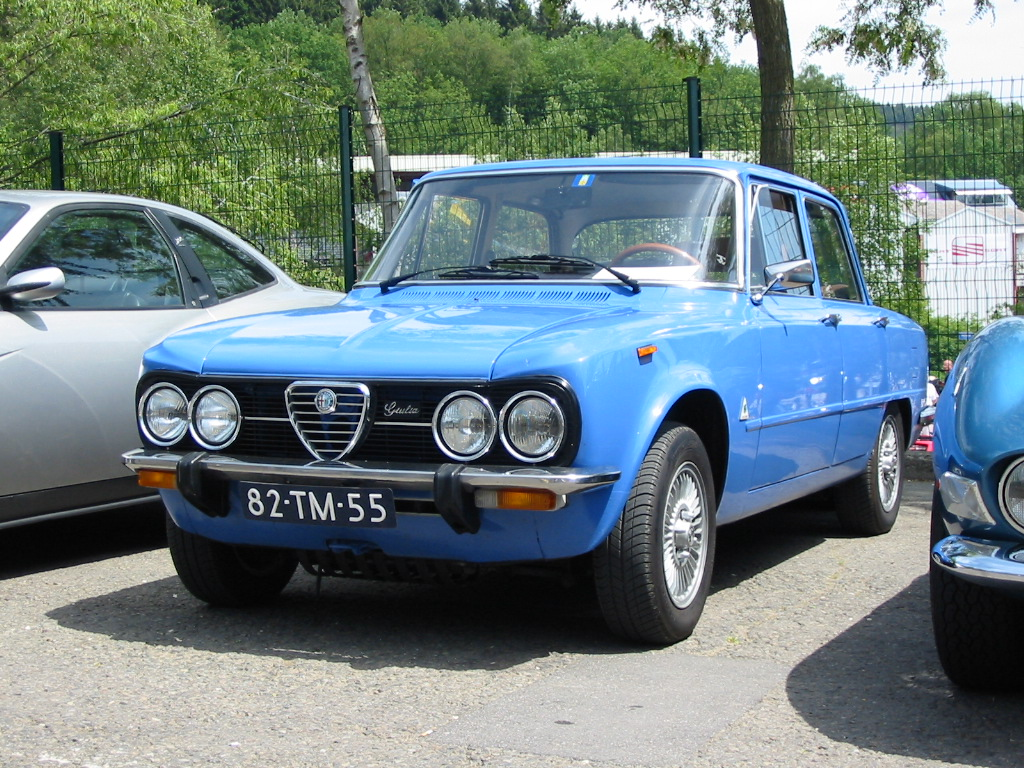
Giulia Nuova Super (1974).

En 1974, un restylage plus important donne naissance à la Nuova Super. Ce sera essentiellement la face avant qui sera revue avec une calandre noire englobant une nouvelle stylisation de l'emblème Alfa Romeo, un coffre moteur parfaitement lisse, des pare-chocs enveloppants et la partie arrière avec le coffre également parfaitement lisse sans aucune nervure, des feux arrière redessinés et un équipement intérieur enrichi. La gamme reste composée des versions 1300 de 89 ch et 1600 de 102 ch.
Malgré son âge, l'Alfa Romeo « Giulia » continue à émerveiller bon nombre d'automobilistes dans cette version « Nuova Super » ne serait-ce que par des caractéristiques mécaniques et dynamiques en général : la berline 1300 la plus rapide du marché, l'accélération sur 1 km la meilleure de toutes les berlines 1300 au monde.
En 1976, Alfa Romeo succombe à la mode du diesel, crise pétrolière oblige. La Giulia Nuova Super Diesel mue par un 4-cylindres diesel de 1 760 cm3 Perkins fait son apparition (alésage 79,4 mm ; course 88,9 mm ). Ce moteur était déjà utilisé par Alfa Romeo dans son fourgon Alfa Romeo A12/F12. Ce diesel était lent et ne développait que 55 ch SAE, n'autorisant qu'une vitesse maxi de 135 km/h, très bruyant et pas souple, il était particulièrement inadapté à une utilisation sur un modèle Alfa Romeo à la vocation sportive. La Nuova Super Diesel ne connut pas le moindre succès commercial, au total seulement 6 537 exemplaires seront fabriqués.

## Caractéristiques

### Chaîne cinématique

#### Motorisations
| Modèle et boîte                                 | Production  | Moteur               | Cylindrée         | Puissance                      | Couple                 | 0 à 100 km/h | Vitesse maximale | Consommation et émissions de CO2 |
| ----------------------------------------------- | ----------- | -------------------- | ----------------- | ------------------------------ | ---------------------- | ------------ | ---------------- | -------------------------------- |
| Alfa Romeo Giulia 1300 TI (boîte méca. 4)       |             | 4 cylindres en ligne | 1 290 cm3 (1,3 L) | 57 kW (78 ch) à 5 000 tr/min   |                        |              |                  |                                  |
| Alfa Romeo Giulia 1300 TI (boîte méca. 5)       |             | 4 cylindres en ligne | 1 290 cm3 (1,3 L) | 60 kW (82 ch) à 6 000 tr/min   | 107 N m à 4 900 tr/min | 13,4 s       | 160 km/h         | 9,8 L/100 km - g/km              |
| Alfa Romeo Giulia 1600 Super (boîte méca. 5)    | 1969 - 1972 | 4 cylindres en ligne | 1 570 cm3 (1,6 L) | 75 kW (102 ch) à 5 500 tr/min  | 142 N m à 3 000 tr/min | 10,5 s       | 175 km/h         | - L/100 km - g/km                |
| Alfa Romeo Giulia 1600 TI Super (boîte méca. 5) | 1963 - 1964 | 4 cylindres en ligne | 1 570 cm3 (1,6 L) | 82 kW (112 ch) à 6 500 tr/min  | 132 N m à 4 200 tr/min |              | 185 km/h         | 10 L/100 km - g/km               |
| Alfa Romeo Giulia TZ (boîte méca. 5)            | 1963 - 1965 | 4 cylindres en ligne | 1 570 cm3 (1,6 L) | 125 kW (170 ch) à 7 000 tr/min |                        |              | 230 km/h         | - L/100 km - g/km                |

## Modèles dérivés
La qualité technique du projet Giulia fut largement exploitée par Alfa Romeo au cours des années qui suivirent, si bien que quasiment tous les modèles présentés jusqu'à la sortie des Alfetta et Alfasud, toute la gamme était composée de modèles basés de près ou de loin sur la Giulia.
Les modèles directement dérivés de la Giulia sont :
- Alfa Romeo Giulia GT
- Alfa Romeo Giulia GTA
- Alfa Romeo Giulia GT Junior
- Alfa Romeo Duetto Spider
- Alfa Romeo Montreal
- Alfa Romeo 1750
- Alfa Romeo 2000
- Alfa Romeo Gran Sport Quattroruote

## Évolution de la gamme & identification
| Version                   | Années de production | Code châssis | Code moteur |
| Giulia 1600 TI            | 1962 - 1967          | ZAR 105.14   | AR 00514    |
| Giulia 1600 TI Super      | 1963 - 1964          | ZAR 105.16   | AR 00516    |
| Giulia 1300               | 1964 - 1971          | ZAR 105.06   | AR 00506    |
| Giulia Super              | 1965 - 1972          | ZAR 105.08   | AR 00526    |
| Giulia 1300 TI            | 1966 - 1972          | ZAR 105.39   | AR 00539    |
| Giulia 1300 TI (RHD)      | 1966 - 1972          | ZAR 105.40   | AR 00539    |
| Giulia 1300 Super         | 1970 - 1971          | ZAR 115.09   | AR 00530    |
| Giulia 1600 S             | 1968 - 1970          | ZAR 105.85   | AR 00585    |
| Giulia 1600 S (RHD)       | 1969 - 1970          | ZAR 105.87   | AR 00526/A  |
| Giulia Super 1.3          | 1971 - 1974          | ZAR 115.09   | AR 00530    |
| Giulia Super 1.3 (RHD)    | 1972 - 1974          | ZAR 115.10   | AR 00530    |
| Giulia Super 1.6          | 1972 - 1974          | ZAR 105.09   | AR 00526/A  |
| Giulia Nuova Super 1.3    | 1974 - 1977          | ZAR 115.09S  | AR 00530*S  |
| Giulia Nuova Super 1.6    | 1974 - 1977          | ZAR 105.26S  | AR 00526A*S |
| Giulia Nuova Super Diesel | 1976 - 1977          | ZAR 115.40   | 108U        |

- (RHD) = conduite à droite - modèles complets destinés au marché britannique et, en kit en CKD dans l'usine CDA "Car Distributors Assembly" implantée à East London en Afrique du Sud[8], pour Alfa Romeo South Africa.

## Caractéristiques techniques
| Caractéristiques techniques Alfa Romeo Giulia TI - 1964 | |
| Moteur                                                  | 4-cylindres en ligne, cycle Otto, chambres hémisphériques                                                                             |
| Cylindrée                                               | 1 570 cm3 - Alésage × course = 78 × 82 mm                                                                                             |
| Distribution                                            | 2 soupapes au sodium, 2 arbres à cames en tête et double chaîne                                                                       |
| Puissance maxi                                          | 92 ch DIN - 106 ch SAE à 6 000 tr/min                                                                                                 |
| Embrayage                                               | Monodisque à sec |
| Boîte de vitesses                                       | 5 vitesses + MAR |
| Propulsion                                              | Arrière |
| Carrosserie                                             | Métallique autoportante à déformation différentielle, cellule habitacle indéformable                                                  |
| Suspensions avant                                       | Indépendantes, bras transversaux, bielle oblique, ressorts hélicoïdaux, barre stabilisatrice, amortisseurs hydrauliques télescopiques |
| Suspensions arrière                                     | Pont rigide, ressorts hélicoïdaux, bras longitudinaux, amortisseurs hydrauliques télescopiques                                        |
| Freinage                                                | 4 disques |
| Pneumatiques                                            | 155 × 15 |
| Réservoir                                               | 46 L |
| Vitesse maxi                                            | 175 km/h |
| Consommation                                            | moyenne : 10,1 L/100 km |

## Curiosités
- Pendant de très nombreuses années, cette automobile équipait en exclusivité les services de la Polizia (Police nationale italienne), les Carabinieri, la Guardia di Finanza (Brigade financière) et l'Armée, en raison de ses performances hors du commun, sa vitesse, son comportement et tenue de route. C'était une « icône » de la vie italienne au quotidien.
- L'immatriculation très attendue MI A00000, la première avec une lettre en Italie, a été attribuée à une Giulia TI.
- C'est peut être encore trente ans après son arrêt de production, la voiture au monde la plus recherchée sur le marché de l'occasion pour la collection. Une Alfa Romeo Giulia en état de marche vaut très cher ne serait-ce que pour entendre le son rauque incomparable et typiquement Alfa de son moteur.
- La version Spider, la fameuse Duetto, est connue et recherchée dans tous les pays.